# Pucov (Třebíči járás)
Pucov település Csehországban, a Třebíči járásban. Pucov Velká Bíteš, Náměšť nad Oslavou, Jinošov, Jasenice és Naloučany településekkel határos. Lakosainak száma 160 fő (2024. január 1.).

## Népesség
A település lakosságának változását az alábbi diagram mutatja:
| Lakosok száma | 302  | 321  | 289  | 242  | 164  | 133  | 165  | 169  | 159  | 160  |
|               | 1869 | 1890 | 1921 | 1950 | 1980 | 2001 | 2017 | 2019 | 2022 | 2024 |